# Partecipanti al Tour de France 1919
Qui di seguito viene riportato l'elenco dei partecipanti al Tour de France 1919.

## Corridori per squadra
Nota: R ritirato, NP non partito, ND non disponibile
| 1  | René Gerwig           | R 1ª  | 51  | Francis Pélissier | R 5ª  | 104 | Edgard Roy         | R 2ª  |
| 3  | Robert Asse           | R 1ª  | 52  | Alfons Spiessens  | R 1ª  | 105 | André Renard       | R 1ª  |
| 4  | François Chevalier    | R 1ª  | 53  | Charles Juseret   | R 4ª  | 106 | Etienne Nain       | R 1ª  |
| 6  | Gaston Van Waesberghe | R 1ª  | 54  | Jules Masselis    | R 9ª  | 107 | Emile Denys        | ND    |
| 7  | Constant Menager      | R 2ª  | 55  | Joseph Van Daele  | 8º    | 108 | Jean Deyries       | R 1ª  |
| 15 | Philippe Thys         | R 1ª  | 56  | Alfred Steux      | 9º    | 113 | Alfred Brailly     | R 1ª  |
| 19 | Luigi Lucotti         | 7º    | 57  | Léon Scieur       | 4º    | 114 | Camille Van Marcke | ND    |
| 25 | Marcel Buysse         | R 2ª  | 58  | Louis Engel       | R 4ª  | 115 | José Orduna        | ND    |
| 26 | Lucien Buysse         | R 2ª  | 59  | Félix Goethals    | R 10ª | 119 | Maurice Bissiere   | R 1ª  |
| 37 | Henri Pélissier       | R 5ª  | 60  | Robert Jacquinot  | R 2ª  | 120 | Lucien Decour      | R 2ª  |
| 38 | Alexis Michiels       | R 2ª  | 61  | René Chassot      | R 6ª  | 123 | Léon Kopp          | R 1ª  |
| 39 | Hector Tiberghen      | R 2ª  | 62  | Hector Heusghem   | R 1ª  | 125 | Emile Ledran       | R 1ª  |
| 40 | Émile Masson          | R 8ª  | 63  | Jacques Coomans   | 6º    | 131 | Napoléon Paoli     | NP 2ª |
| 41 | Jean Rossius          | R 3ª  | 65  | Albert Dejonghe   | R 2ª  | 133 | Albert Heux        | R 1ª  |
| 42 | Jean Alavoine         | 2º    | 66  | Urbain Anseeuw    | R 5ª  | 137 | Ernest Gery        | R 1ª  |
| 43 | Louis Heusghem        | R 4ª  | 67  | Eugène Dhers      | R 2ª  | 138 | Paul Zlenck        | R 3ª  |
| 44 | Paul Duboc            | R 15ª | 68  | Basile Matthys    | R 1ª  | 143 | Paul Thondoux      | R 1ª  |
| 45 | Firmin Lambot         | 1º    | 69  | André Huret       | R 2ª  | 149 | Henry Allard       | R 1ª  |
| 46 | Eugène Christophe     | 3º    | 70  | Charles Hans      | R 1ª  | 151 | Jules Nempon       | 10º   |
| 47 | René Vandenhove       | R 2ª  | 72  | Joseph Verdickt   | R 2ª  | 152 | Henri Moreillon    | R 1ª  |
| 48 | Louis Mottiat         | R 7ª  | 101 | Pietro Fasoli     | R 1ª  | 155 | Eddy Verstraeten   | R 8ª  |
| 49 | Honoré Barthelemy     | 5º    | 102 | Maurice Borel     | R 1ª  |     |                    |       |
| 50 | Odiel Defraye         | R 4ª  | 103 | Henri Leclerc     | R 4ª  |     |                    |       |